# Pokój w Altranstädt
Pokój w Altranstädt – traktat pokojowy zawarty 24 września 1706 na zamku w Altranstädt (Elektorat Saksonii) podczas III wojny północnej pomiędzy królem Polski i elektorem Saksonii Augustem II Mocnym a królem Szwecji Karolem XII.
W wyniku układu August II Mocny zmuszony był do:
- zerwania przymierza z Carstwem Rosyjskim,
- zrzeczenia się polskiej korony na rzecz Stanisława Leszczyńskiego,
- wyrażenia zgody na zimowanie wojsk szwedzkich w Elektoracie Saksonii,
- oddania w ręce Karola XII Jana Reinholda Patkula – przywódcy antyszwedzkiej opozycji szlachty inflanckiej.

August Mocny powrócił na tron w wyniku klęski Szwedów pod Połtawą (1709).